# Fluorid xenonový
Fluorid xenonový je chemická sloučenina. Byl poprvé připraven v roce 1963. Lze ho připravit dlouhodobým zahříváním směsi xenonu a fluoru (1:20) na teplotu 250 - 300 °C za tlaku 5 až 6 MPa v niklové nádobě. Je to pevná a krystalická látka. Je těkavější než fluorid xenonatý a xenoničitý. V pevném stavu je bezbarvý, ale v kapalné a plynné fází získává žlutou barvu.[zdroj?]. Je nejreaktivnějším fluoridem xenonu, působí jako velmi silné oxidační a fluorační činidlo. Ve vodě se prudce hydrolyzuje. Reaguje i s oxidem křemičitým, proto s ním nelze pracovat ve skleněných aparaturách.

## Struktura molekuly
Struktura této látky není dodnes uspokojivě vyřešena. V plynné fázi tvoří tato molekula pravděpodobně nerigidní deformovaný
oktaedr. V krystalické formě byly popsány čtyři různé formy. Tři z těchto forem jsou složeny z tetramerních jednotek
{(XeF5)+F−}4. Nejlépe byla popsána čtvrtá, kubická forma, jejíž elementární buňka se skládá z 24 tetramerů a 8 hexamerů {(XeF5)+F−}6.